# Питър Медауар
Питър Брайън Медауар (на английски: Peter Brian Medawar) е английски биолог и имунолог, носител на Нобелова награда за физиология или медицина за 1960 г. „за откритията си върху функционирането на имунната система на фетуса и различаването на свое от чуждо“.

## Биография
Роден е на 28 февруари 1915 година в Петрополис, щат Рио де Жанейро, Бразилия, в семейството на баща натурализиран британски гражданин от ливански произход и майка англичанка. През 1937 г. сключва брак с Джийн Шингълууд Тейлър, от която има четири деца – двама сина и две дъщери. През 1938 г. завършва биология в Оксфордския университет. Известно време работи в Училището по патология в Оксфорд, ръководено от сър Хауърд Флори, и по това време се формира интересът му към биологичните области, свързани с медицината.
Медауар продължава академичната си кариера и през 1944 г. става старши научен сътрудник в Сейнт Джонс Колидж в Оксфорд и асистент по сравнителна анатомия и зоология. Впоследствие става професор по зоология и преподава в Университета в Бирмингам (1947 – 1951) и в Лондон (1951 – 1962). През 1961 г. е хоноруван преподавател в Магдалийн Колидж. Между 1962 и 1971 е директор на Националния институт за медицински изследвания в Лондон.
Медауар е член на Кралското научно дружество, на Кралския лекарски колеж и на Американската академия за хуманитарни и естествени науки. Развива и обществена дейност като председател на Международното научно дружество по трансплантология (от 1966 г.) и като председател на Британската асоциация за развитие на науката (1968 – 1969).
През 1969 г., по време на лекция, Медауар получава масиран мозъчен кръвоизлив, който сериозно уврежда здравето му, но въпреки това той продължава да се занимава изключително активно с умствен труд.
През 1965 г. е произведен в рицар, а през 1981 г. е удостоен с Орден за заслуги.
Умира на 2 октомври 1987 година в Лондон на 72-годишна възраст.

## Научни приноси
Ранните научни трудове на Медауар са посветени на изследванията над тъканни култури, регенерацията на периферните нерви и математическия анализ на промените във формата на организмите по време на развитието им.
По време на Втората световна война му е възложено да изследва реакцията на отхвърляне на присадени кожни алографти. Това провокира интереса му в областта на имунологията и изследванията му стават предпоставка за развитието на трансплантологията. Заедно с Макфарлейн Бърнет, той дава теоретична обосновка на способността животинските организми да придобиват имунна толерантност и подкрепя хипотезата си по експериментален път. Проучванията им позволяват да се контролира отхвърлянето на присадените тъкани и правят възможен подбора на оптимално съвместими двойки от донор и реципиент на трансплантанти. За откритието на придобитата имунна толерантност Медауар и Бърнет са удостоени с Нобелова награда през 1960 г.
През 1958 г. Медауар добива широка известност и с цикъла радиолекции The Future of Man („Бъдещето на човека“), които чете за радио БиБиСи. Те биват публикувани в самостоятелна книга през следващата година.

## Публикувани книги
- 1957 – „The Uniqueness of the Individual“;

- 1959 – „The Future of Man“;
- 1967 – „The Art of the Soluble“;
- 1972 – „The Hope of Progress“;
- 1977 – „The Life Science“;
- 1982 – „Pluto's Republic“;
- 1986 – „Memoir of a Thinking Radish“ (автобиография).